# Anepsion villosum
Anepsion villosum là một loài nhện trong họ Araneidae.
Loài này thuộc chi Anepsion. Anepsion villosum được Tord Tamerlan Teodor Thorell miêu tả năm 1877.